# Everything, Everyday, Everywhere
Everything, Everyday, Everywhere è un singolo di Fabolous, pubblicato il 22 settembre 2009 dall'etichetta discografica Def Jam Recordings.
La canzone è stata scritta dallo stesso Fabolous insieme a Keri Hilson, che ha partecipato all'incisione del brano, prodotto da Ryan Leslie ed estratto dall'album Loso's Way.

## Tracce
1. Everything, Everyday, Everywhere – 4:07

## Video
Il video, diretto sempre da Erik White, è stato pubblicato il 29 agosto 2009. Nel video fanno alcuni cameo:Ryan Leslie, Trey Songz, Rick Ross, DJ Clue, Adrienne Bailon, Amerie, e Ace Hood

## Classifiche
| Classifica (2009) | Posizione raggiunta |
| ----------------- | ------------------- |
| Bulgaria          | 33                  |